# Midian
Midian (hebrejsko מִדְיָן Miḏyān; arabsko مَدْيَن, latinizirano: Madyan; grško Μαδιάμ, prečrkov. Madiam) je geografska regija v zahodni Aziji, omenjena v hebrejski Bibliji in Koranu. William G. Dever navaja, da je bil svetopisemski Midian na »severozahodnem Arabskem polotoku, na vzhodni obali Akabskega zaliva ob Rdečem morju«, območju, ki je v pozni bronasti dobi in zgodnji železni dobi vsebovalo vsaj štirinajst naseljenih območij.
Po knjigi Geneze so bili Midianci potomci Midiana, ki je bil sin Abrahama in njegove žene Keture: »Abraham si je spet vzel ženo. Ime ji je bilo Ketúra. 2 Rodila mu je Zimrána, Jokšána, Medána, Midjána, Jišbáka in Šuaha.« (1 Mz 25,1-2)
Tradicionalno je znanje o Midjancu in obstoju Midjancev temeljilo izključno na svetopisemskih in klasičnih virih, vendar je bilo nedavno omembo Midjancev ugotovljeno v tajmanitskem napisu iz časa pred 9. stoletjem pr. n. št.

## Zemljiška ali plemenska liga?
Nekateri učenjaki menijo, da se ime Midian ne nanaša na geografske kraje ali na določeno pleme, ampak na konfederacijo ali "zvezo" plemen, združenih kot kolektiv za namene čaščenja. Paul Haupt je prvič podal ta predlog leta 1909, ko je Midjan opisal kot »kultni kolektiv« (nemško Kultgenossenschaft) ali amfiktionijo, kar pomeni »združenje (nemško Bund) različnih plemen v bližini svetišča«. Eilat, na severni konici Akabskega zaliva, je bil [kdo?] predlagan kot lokacija prvega svetišča, drugo svetišče pa je bilo v Kadešu.
Poznejši pisci so dvomili o prepoznanih lokacijah svetišč, vendar so podprli tezo o midianski ligi. George Mendenhall je predlagal, da so bili Midianci nesemitska konfederacijska skupina, William Dumbrell pa je trdil enako:
Menimo, da je treba Hauptov predlog sprejeti in da je Midian, namesto da bi prikazovala deželo, splošen izraz za amorfno zvezo pozne bronaste dobe, širokega geografskega razpona, ki je po nizu obratov najvidnejša od katerih so zapisane v Sodnikih 6–7, večinoma izginila z zgodovinskega prizorišča ...

## Religija
Negotovo je, katera božanstva so častili Midianci. Zaradi njihove očitne versko-politične povezanosti z Moabci. 4 Mz 24,4, 7 naj bi častili množico, vključno z Baal-Peorjem in nebeško kraljico Aštarot. Karel van der Toorn pravi: »Do 14. stoletja pred našim štetjem so skupine Edomcev in Midiancev častile Jahveja kot svojega Boga;« ta zaključek temelji na identifikaciji med Midianci in Šasuji.
Egipčanski tempelj Hator v Timni se je še naprej uporabljal med midianitsko zasedbo mesta (končna pozna bronasta doba/starejša železna doba); so Midianci preoblikovali rudarski tempelj Hator v puščavsko šotorsko svetišče. Poleg odkritja lukenj za stebričke so bile ob dveh stenah svetišča najdene velike količine rdečega in rumenega razpadlega blaga z vtkanimi perlami, skupaj s številnimi bakrenimi obroči/žico, ki se uporablja za obešanje zaves. Beno Rothenberg, ki je kopal na najdišču, je domneval, da so Midianci darovali Hator, zlasti ker je bilo v svetišču odkritih veliko število midianitskih votivnih posod (25 %). Težko pa je ugotoviti, ali je bila v tem obdobju predmet predanosti Hator ali kakšno drugo božanstvo. Majhna bronasta kača s pozlačeno glavo je bila odkrita tudi v naosu rudarskega svetišča Timna, skupaj z zakladom kovinskih predmetov, ki je vključeval majhno bronasto figurico bradatega moškega boga, ki je po Rothenbergu izviral od Midianitov. Michael Homan ugotavlja, da je midiansko svetišče v šotoru v Timni ena najbližjih vzporednic svetopisemskemu tabernaklju.

## V religioznih spisih

### V Svetem pismu
Midian je bil Abrahamov sin.1 Mz 25,1–2 Abrahamov pravnuk Jožef je bil, potem ko so ga njegovi bratje vrgli v jamo, prodan bodisi Midiancem bodisi Izmaelcem.1 Mz 37,28
Mojzes je preživel 40 let v prostovoljnem izgnanstvu v Midianu, potem ko je ubil Egipčana.2 Mz 2,11–15 Tam se je poročil s Ciporo, hčerko midianskega duhovnika Jetra{bbibl|2 Mz 2,21}} (znanega tudi kot Reuel). Jetro je Mojzesu svetoval pri vzpostavitvi sistema delegiranega pravnega odločanja.2 Mz 18 Mojzes je prosil Hobaba, Reuelovega sina, naj spremlja Izraelce, ki so potovali proti obljubljeni deželi, zaradi njegovega lokalnega poznavanja, vendar se je Hobab raje vrnil v domovino.4 Mz 10,29–31
Med epizodo Baal-Peor, ko so moabske ženske zapeljale izraelske moške, se je Zimri, sin simeonitskega poglavarja, zapletel z midianko po imenu Cozbi. Par je prebodel Phinehas.4 Mz 25,6–8, 14–15 Sledila je vojna proti Midianom. 4. Mojzesova knjiga, poglavje 31 poroča, da so bile vse, razen deviških žensk, pobite, njihova mesta pa požgana do tal.4 Mz 25,17 in 4 Mz 31 Nekateri komentatorji, na primer Pulpit Commentary in Gill's Exposition of the Bible, so opazili, da se je Božja zapoved osredotočila na napad na Midiance in ne na Moabce, in podobno je Mojzes v 5. Mojzesovi knjigi naročil, naj Izraelci ne nadlegujejo Moabcev.5 Mz 2,9 Sodobno gibanje, Finejevo duhovništvo, je to zgodbo razlagalo kot prepoved mešanja vrst, kljub temu, da so bili Midiančani tesno povezani z Izraelci kot Abrahamovi potomci, Mojzes pa je bil poročen z Midianko.
V času sodnikov je Izrael sedem let zatiral Midian,Sod 6,1–6 dokler Gideon ni premagal Midiancev vojske.Sod 6,7–9 Izaija govori o kamelah iz Midiana in Efe, ki prihajajo »pokriti tvojo deželo«, skupaj z zlatom in kadilom iz Sabe.Iz 60,6 Ta odlomek, ki ga evangelij po Mateju vzame kot predpodobo daril magov malemu Jezusu, je bil vključen v božično bogoslužje.

### V Koranu
Prebivalci Midiana so v Koranu obširno omenjeni. Beseda 'Madyan' se v njem pojavi 10-krat. Ljudje se imenujejo tudi ʾaṣḥabu l-ʾaykah (arabsko أَصْحَابُ ٱلْأَيْكَة, dob. ' 'Tovariši gozda'').
Dežele Midian so omenjene v suri Al-Qasas (Zgodbe), verzi 20-28, Korana kot kraj, kamor je Mojzes pobegnil, ko je izvedel, da se je faraon zarotil, da ga ubije.
Sura 9 (Al-Tawbah), verz 70 pravi: »Ali ni do njih prišla zgodba o tistih pred njimi? – Ljudstvo Nūḥ (Noe), ʿĀd in Samud, ljudstvo Ibrahima (Abraham), prebivalci [dobesedno, tovariši ] iz Madyana (Midiana) in mesta, ki so bila strmoglavljena [tj. ljudje, ki jim je Lūt (Lot) pridigal], k njim so prišli njihovi glasniki z jasnimi dokazi. Torej ni bil Allah tisti, ki jim je storil krivico, ampak so sami sebi delali krivico.«
V suri 7 (Al-ʾAʿrāf) je Madian omenjen kot eno od več ljudstev, ki so jih preroki posvarili, naj se pokesajo, da jih ne doleti sodba. Zgodba o Madianu je zadnja, sledi zgodba o Lotu, ki pridiga svojemu ljudstvu (nanaša se na uničenje mest na nižini). Prerok Shuʿaib je Madiana posvaril, naj se pokesa prakticiranja politeizma, uporabe lažnih uteži in mer ter čakanja ob cesti. Vendar so zavrnili Shuʿayba in jih je posledično uničil potres (rajfa, v. 91). Abdullah Yusuf Ali v svojem komentarju (1934) piše: »Usoda ljudstva Madian je opisana z enakimi izrazi kot usoda Samudov v verzu 78 zgoraj. Ponoči jih je zajel potres in bili so pokopani v svojih domovih, da ne bi več vznemirjali Alahove zemlje. Toda v [Koranu] 26:189 je omenjena dodatna podrobnost, 'kazen dneva, ki zasenči mrak,' kar se lahko razume kot ploha pepela in pepela, ki spremlja vulkanski izbruh. dan groze jih je pregnal v njihove domove in potres jih je pokončal.« Številni učenjaki so predlagali, da se svetopisemski opis požirajočega ognja na gori Sinaj nanaša na bruhajoči vulkan v svetopisemski Midianski deželi, identificiran kot Hala -'l Badr v severozahodni Savdski Arabiji.

## Keramika
Midianitska keramika, imenovana tudi Qurayyah Painted Ware (QPW), je najdena na številnih mestih, ki se raztezajo od južnega Levanta do SZ Saudove Arabije, Hedžasa; Kuraa v severozahodni Saudovi Arabiji naj bi bila prvotna lokacija proizvodnje. Keramika je dvokromno/polikromirana in datira že v 13. stoletje pred našim štetjem; njeni številni geometrijski, človeški in živalski motivi so naslikani v rjavi in temno rdeči barvi na rožnato-rjavem lističu. »Midianitno« keramiko najdemo v največjih količinah na metalurških najdiščih v južnem Levantu, zlasti v Timni. Zaradi mikenskih motivov na midianitski keramiki so nekateri učenjaki, vključno z Georgeom Mendenhallom, Petrom Parrom in Benom Rothenbergom, predlagali, da so bili Midianci prvotno morska ljudstva, ki so se preselila iz egejske regije in se vsilila že obstoječo semitsko plast. Vprašanje izvora Midiancev še vedno ostaja odprto.

## Gore
Midianske gore  (arabsko جِبَال مَدْيَن, latinizirano: Jibāl Madyan)  je gorovje v severozahodni Saudovi Arabiji. Šteje se, da mejijo na gorovje Hidžas na jugu ali pa so del njih. Hidžas se obravnava kot del pogorja Saravat, sensu lato.
- Haql na obali Akabskega zaliva med sirsko regijo ter Arabskim in Sinajskim polotokom, z gorami v ozadju
- Slika gore iz leta 1908, povezana z Mohamedom in Lawrenceom Arabskim, 64 km od Tabuka